# Monbus
Monbus es una compañía española dedicada mayoritariamente al transporte de viajeros por carretera, que presta servicios de transporte regular, servicios discrecionales a través del alquiler de autobuses y coches de alta gama con conductor, renting de vehículos a corto y largo plazo, etc. Monbus tiene presencia en 8 comunidades autónomas españolas, centrando su actividad fundamental en Galicia (de donde es originaria), Cataluña, Comunidad de Madrid y País Vasco.

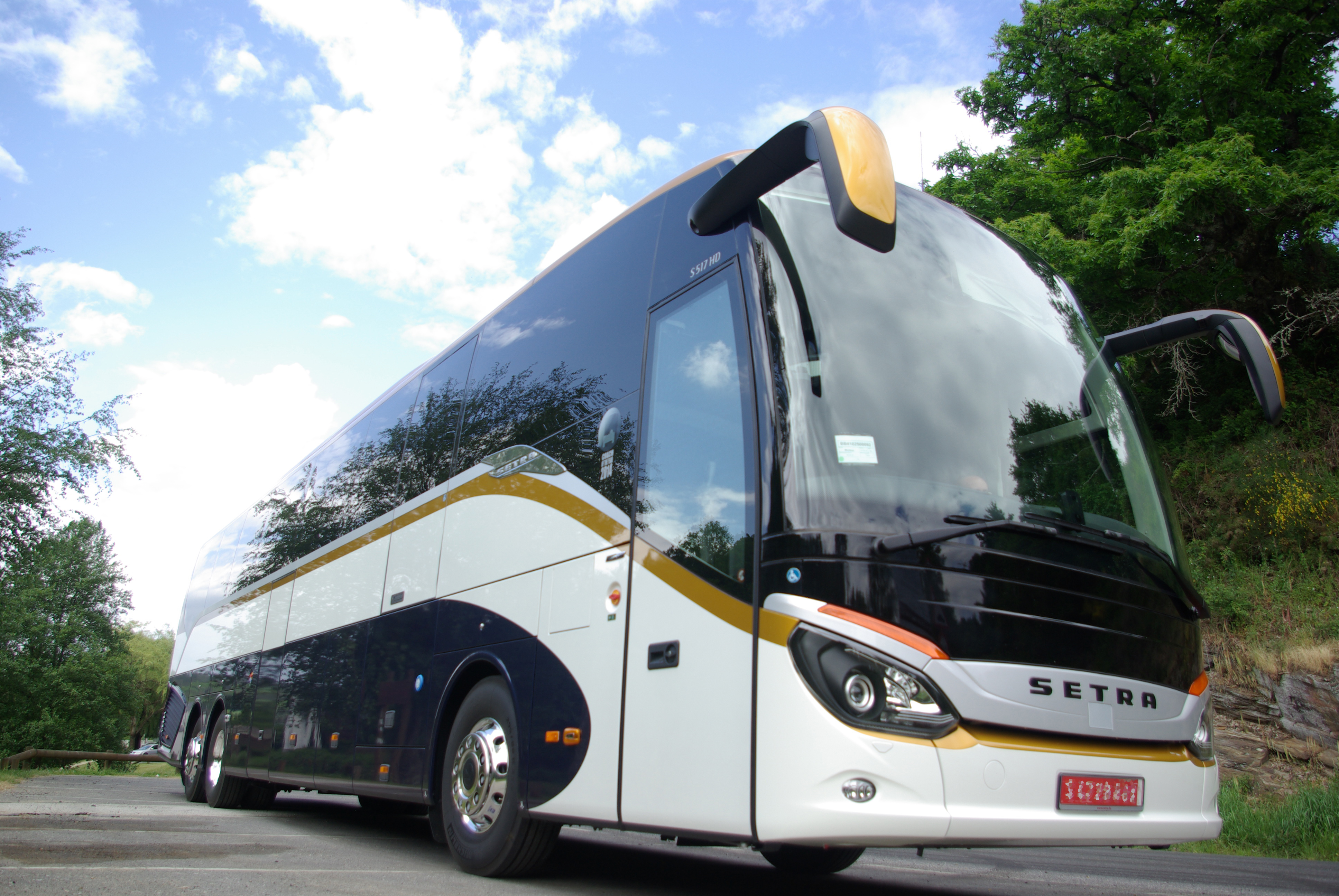
Monbus en la carretera

## Historia
Los orígenes de la actual empresa Monbus se inician en 1936, cuando Raúl López Loureiro empezó su actividad en la localidad de Sarria (Lugo) con una simple camioneta dedicada al transporte de mercancías y viajeros. Después de la guerra, en concreto en la década de 1940-50, esta actividad se amplía hacia el ámbito de los autobuses, que se encargaban de recorrer los pueblos de la provincia de Lugo en los que se celebraba alguna feria o algún mercado, una labor que sólo daba trabajo unos pocos días al mes, una circunstancia que los llevó a introducirse en el terreno del transporte discrecional. En los años 70, tras la normativa promulgada por el Ministerio referente al derecho al transporte gratuito por parte de los escolares, Monbus empieza a dar servicios en esta parcela, al tiempo que en 1975 el hijo del fundador de la compañía, Raúl López López, que hasta entonces colaborara con su padre de manera parcial, se inmiscuye plenamente en la dirección de la firma, cargo que sigue desempeñando a día de hoy.

## Líneas regulares
En 1977, ya bajo la gerencia de Raúl López, aparece la posibilidad de comprar, junto con otros socios, Monforte, que era la empresa de transportes más fuerte de Lugo en aquella época, con lo que se crea RUACASA (Rutas a Cataluña, S.A.). De esta forma, Monbus empieza a compaginar sus coberturas a los pueblos en los que se celebraba algún mercado o feria con el transporte escolar y el transporte regular mediante la línea Lugo-Barcelona, un campo que sería debidamente legalizado tras la promulgación de las primeras concesiones oficiales, empezando así una fuerte apuesta por los servicios de larga distancia, Monbus logró la adjudicación de las concesiones de las líneas Galicia-Barcelona y Galicia-País Vasco, que supusieron un modelo de servicio de excelente calidad de cara al pasajero y lograron conectar Galicia con zonas como Castilla y León, País Vasco, Navarra, Aragón y Cataluña, en concreto con Lérida, Tarragona y Barcelona. Este hecho dio origen a la constitución en el año 1991 de VIBASA, una sociedad compuesta por la empresa gallega Monbus, la catalana MOLIST y la vasca CUADRA.
En febrero de 2019 ha adquirido las líneas de la Junta de Andalucía que poseía la empresa Autocares Valenzuela SL, que cubre diferentes líneas regulares con origen en Sevilla  Andalucía. Con esta nueva incorporación expande sus servicios al sur de España. Las nuevas líneas ya están activas en la web de Monbus donde puede verse su recorrido y horarios. Estas Líneas regulares pasan a ser líneas de La Requenense de Autobuses C.L., S.A.
Desde 2018 explota el servicio urbano de Talavera de la Reina sustituyendo al Grupo Avanza.
Desde el 3 de diciembre de 2021, opera el servicio entre la ciudad de Murcia y sus pedanías, bajo la marca Transporte de Murcia y Pedanías (TMP), por un período de dos años, sustituyendo a Autobuses LAT. En diciembre de 2023 obtuvo una prórroga del contrato.
El 9 de enero de 2023 dejó de operar la concesión estatal VAC-247 (Aldeanueva del Camino-Madrid), pasando a ser operada por Jiménez Dorado.
El 3 de diciembre de 2023, comenzó a operar las concesiones RMU1 (Alcantarilla y Murcia) y RMU2 (Beniel, Santomera y Murcia) tras una adjudicación de última hora, sustituyendo a TUCARSA (Alsa) y MoviMurcia/Orbitalia. Estas concesiones utilizan las instalaciones de TMP Murcia, localizadas en la capital de la Región.
El 1 de julio de 2024 comenzó a operar la concesión autonómica VCM-066 entre Toledo y Talavera de la Reina, tras lograr la adjudicación por parte de la Junta de Comunidades de Castilla-La Mancha.
El 17 de agosto de 2024, comenzó a operar la concesión estatal VAC-127, de Madrid a Salamanca, Vigo, Zamora o Benavente, por un periodo de 9 años, en sustitución de la anterior concesionaria Avanza, cubriendo una gama de destinos entre los que también se encuentran Pontevedra, Puebla de Sanabria, Peñaranda de Bracamonte o Collado Villalba, entre otros. 

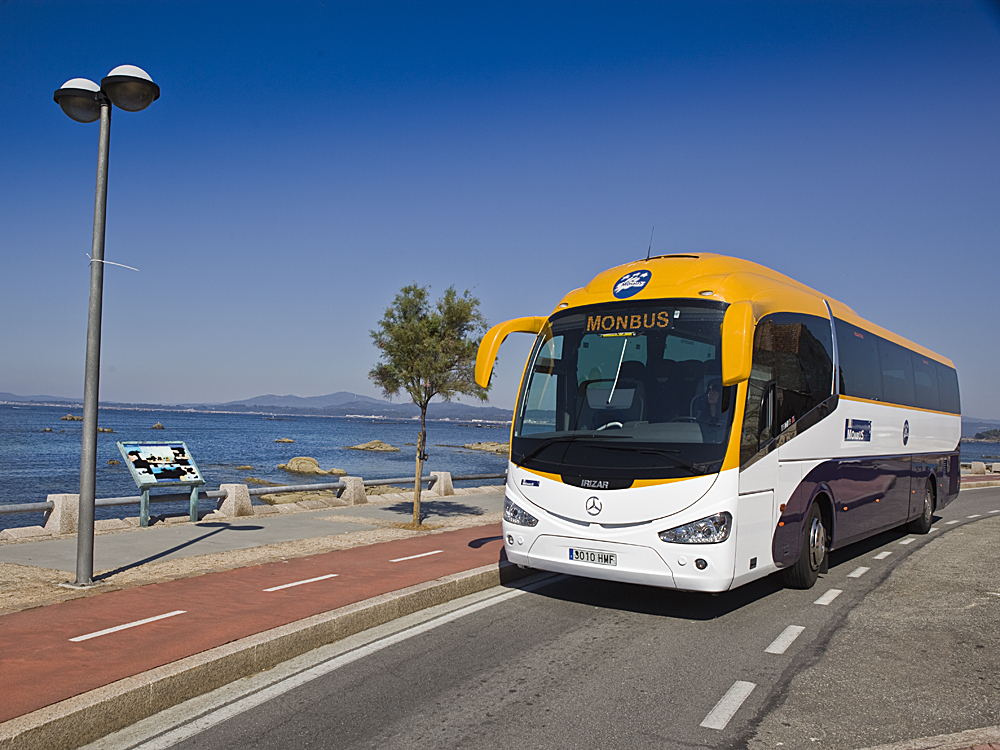
Monbus en las Rías Bajas (Galicia, España)

## Actualidad
La segunda mitad de los años 90 estuvo marcada por la privatización de ENATCAR, que se empezó a gestar en 1998, se consolidó en el verano de 1999 y dio lugar a una nueva situación en el mercado español que hizo que Monbus se aprovechase de las sinergias y comenzase un período de adquisición de diversas compañías de la comunidad autónoma gallega con tal de adaptarse a las nuevas demandas y necesidades del sector.
Por eso, en aquella época se produjeron las compras de Transportes La Unión, Autobuses de Pontevedra, Gómez de Castro, Miño, etc., lo que supuso un importante ahorro de costes económicos y provocó la creación del Grupo Transmonbus, formado en un 66% por Monbus y en un 34% por la entidad financiera Caixa Nova.
Durante los últimos años se produjo la consolidación en el mercado nacional de este grupo, que se erigió como la primera compañía con mayor número de viajeros en Galicia, con una considerable distancia respecto a la segunda del ranking de compañías de transporte de viajeros.

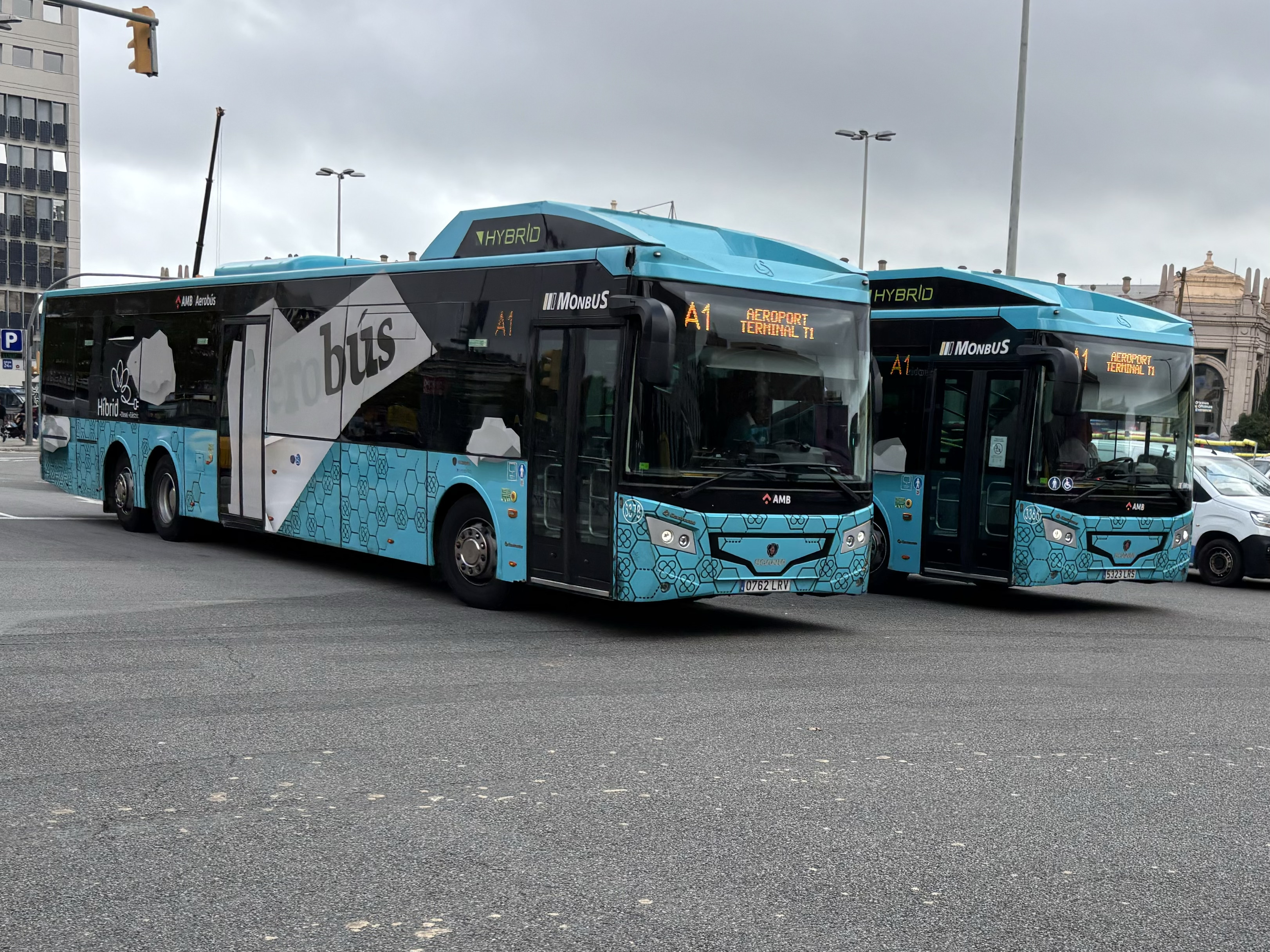
Monbus en el Aerobús de Barcelona (Barcelona, España)

## Compañías adquiridas
Monbus afianzó su presencia en el territorio nacional y comunitario mediante la adquisición de participación en las empresas Monfobus, Autobuses Urbanos de Lugo, Empresa Monforte, Gómez de Castro, Autobuses Pontevedra, Autos Arcade, Transportes La Unión, Viuda de J. Domínguez, Auto Industrial, Castromil, Aguas de Incio, Eurolines Peninsular, Alsina, La Directa, Rialsa, Tralusa, Autobuses Alcalá e Hispano Igualadina.

## Patrocinios
En el año 2009 se asoció con la empresa gallega de tecnología Blu:Sens en el patrocinio del equipo de baloncesto de la ACB Obradoiro Clube de Amigos do Baloncesto (Obradoiro CAB), que a partir de este momento pasa a llamarse Blu:Sens-Monbus. Desde la temporada 2012-13 también patrocina al Club Deportivo Lugo de la Liga Adelante. En el año 2013, Monbus continuó como copatrocinador del Obradoiro CAB, esta vez de la mano del Grupo Leche Río, pasando el equipo a recibir la denominación oficial de Rio Natura Monbus.